# Semiinel tropical
În analiza idempotentă, semiinelul tropical este un semiinel de numere reale extinse cu operațiile de minim (sau maxim) și adunare înlocuind operațiile obișnuite („clasice”) de adunare și respectiv de înmulțire.
Semiinelul tropical are diverse aplicații și formează baza geometriei tropicale. Numele tropical este o referire la informaticianul de origine maghiară Imre Simon, numit așa pentru că a trăit și a lucrat în Brazilia.

## Definiție
Semiinelul min-tropical (sau semiinelul min-plus sau algebra min-plus) este semiinelul ({\displaystyle \mathbb {R} \cup \{+\infty \}}, {\displaystyle \oplus }, {\displaystyle \otimes }), cu operațiile:
{\displaystyle x\oplus y=\min\{x,y\},}
{\displaystyle x\otimes y=x+y.}
Operațiile {\displaystyle \oplus } și {\displaystyle \otimes } sunt denumite adunare tropicală și, respectiv, înmulțire tropicală. Elementul neutru pentru {\displaystyle \oplus } este {\displaystyle +\infty }, iar elementul netru pentru {\displaystyle \otimes } este 0.
În mod similar, semiinelul max-tropical (sau semiinelul max-plus sau algebra max-plus) este semiinelul ({\displaystyle \mathbb {R} \cup \{-\infty \}}, {\displaystyle \oplus }, {\displaystyle \otimes }), cu operațiile:
{\displaystyle x\oplus y=\max\{x,y\},}
{\displaystyle x\otimes y=x+y.}
Elementul netru pentru {\displaystyle \oplus } este {\displaystyle -\infty }, și elementul netru pentru {\displaystyle \otimes } este 0.
Cele două semiinele sunt izomorfe sub negație {\displaystyle x\mapsto -x} și, în general, unul dintre acestea este ales și denumit pur și simplu semiinel tropical. Convențiile diferă între autori și subdomenii: unii folosesc convenția min, alții folosesc convenția max.
Cele două semiinele tropicale sunt limita ("tropicalizarea", "decuantizarea") seminelului log cu baza logaritmului mergând la infinit {\displaystyle b\to \infty } (semiinel max-plus) sau la zero {\displaystyle b\to 0} (semiinel min-plus).
Adăugarea tropicală este idempotentă, deci un semiinel tropical este un exemplu de semiinel idempotent.
Un semiinel tropical mai este denumit și algebră tropicală, deși aceasta nu trebuie confundată cu o algebră asociativă peste un semiinel tropical.
Puterea tropicală este definită în mod obișnuit ca produse tropicale iterate.

## Corpuri valuate
Operațiile semiinelului tropical modelează modul în care valuarea se comportă la adunare și înmulțire într-un corp valuat. Un corp cu valuare reală {\displaystyle K} este un corp echipat cu o funcție
{\displaystyle v:K\to \mathbb {R} \cup \{\infty \}}
care satisface următoarele proprietăți pentru orice {\displaystyle a}, {\displaystyle b} în {\displaystyle K} :
{\displaystyle v(a)=\infty } dacă și numai dacă {\displaystyle a=0,}
{\displaystyle v(ab)=v(a)+v(b)=v(a)\otimes v(b),}
{\displaystyle v(a+b)\geq \min\{v(a),v(b)\}=v(a)\oplus v(b),} cu egalitate dacă {\displaystyle v(a)\neq v(b).}
Prin urmare, valuarea v este aproape un morfism de semiinele de la K la semiinelul tropical, cu excepția faptului că proprietatea morfismului poate eșua atunci când două elemente cu aceeași valuare sunt adăugate împreună.
Câteva corpuri valuate uzuale:
- {\displaystyle \mathbb {Q} } sau {\displaystyle \mathbb {C} } cu valuarea trivială, {\displaystyle v(a)=0} pentru toți {\displaystyle a\neq 0} ,
- {\displaystyle \mathbb {Q} } sau extensiile sale cu valuarea p-adică, {\displaystyle v(p^{n}a/b)=n} pentru {\displaystyle a} și {\displaystyle b} coprime cu {\displaystyle p} ,
- câmpul seriilor formale Laurent {\displaystyle K((t))} (puteri întregi) sau corpul seriilor Puiseux {\displaystyle K\{\{t\}\}}, sau corpul seriilor Hahn, cu valuarea care returnează cel mai mic exponent al {\displaystyle t} care apar în serie.